# Rue Raymond-Aron
La rue Raymond-Aron est une voie située dans le quartier de la Gare du 13e arrondissement de Paris, en France.

## Situation et accès
La rue Raymond-Aron est desservie à proximité par la ligne 6 à la station Quai de la Gare.

## Origine du nom

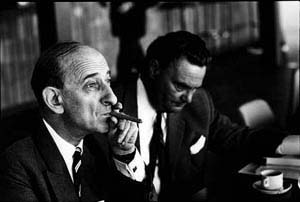
Raymond Aron, en 1966.

Cette rue porte le nom du philosophe Raymond Aron en raison de la proximité de la bibliothèque François-Mitterrand.

## Historique
Cette voie privée est créée, sur des terrains appartenant à la SNCF, dans le cadre de l'aménagement de la ZAC Paris-Rive-Gauche sous le nom provisoire de « voie BP/13 ». et prend sa dénomination actuelle le 9 mars 1993. 

## Bâtiments remarquables et lieux de mémoire
- La rue longe le flanc ouest de la bibliothèque François-Mitterrand, site principal de la Bibliothèque nationale de France;
- Perpendiculaire à la rue Pau-Casals et à la rue Jean-Anouilh, la voie donne accès à la promenade Georgette-Elgey, sur l'avenue de France, ainsi qu'au jardin James-Joyce, via la rue Jean-Giono.